# Alexander Meurer

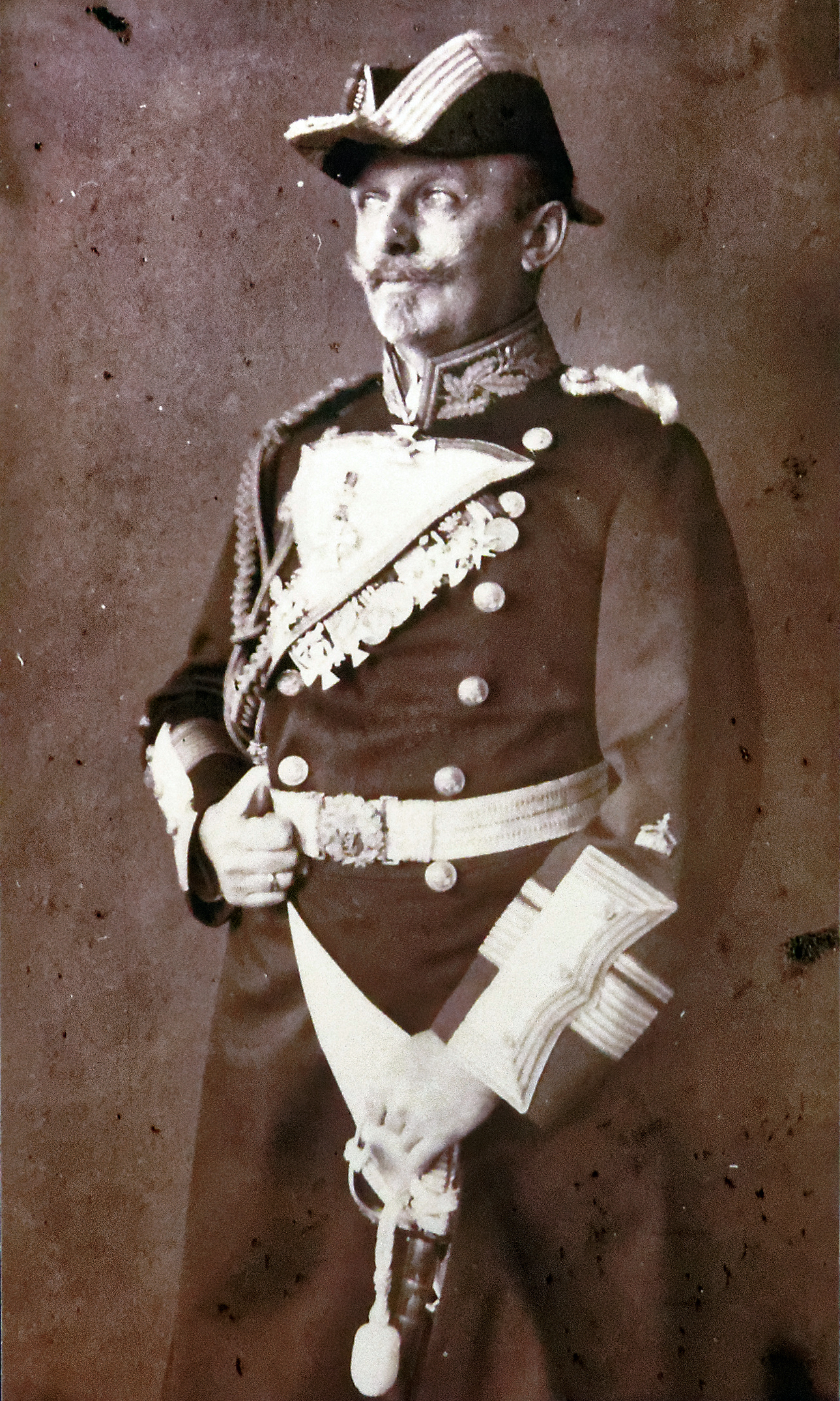
Alexander Meurer

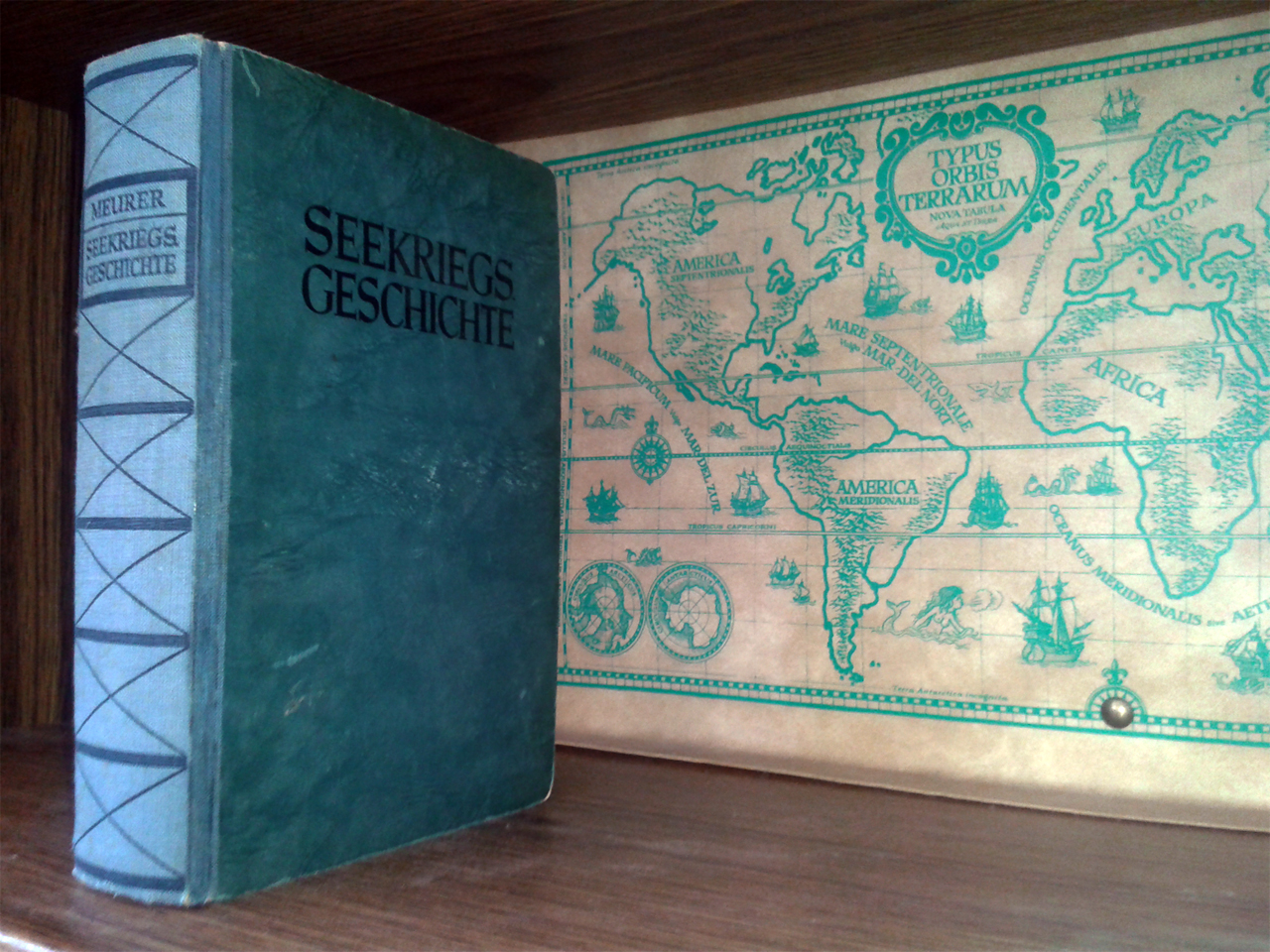
Meurers Seekriegsgeschichte erschien 1925 und wurde ab 1941 mehrfach neu aufgelegt

Alexander Albert August Meurer (* 15. August 1862 in Krehlau; † 3. Februar 1948 in Hamburg) war ein deutscher Vizeadmiral der Kaiserlichen Marine und Marinehistoriker. Der Vizeadmiral Hugo Meurer (1869–1960) war sein Vetter.

## Leben
Meurer, Sohn des Heinrich Albert Meurer (1832–1918), trat am 15. April 1881 als Kadett in die Kaiserliche Marine ein und absolvierte seine Grund- und Seeausbildung auf der Segelfregatte Niobe. Anschließend setzte er seine Ausbildung an der Marineschule sowie auf verschiedenen Schulschiffen fort. Am 21. November 1884 wurde Meurer, zunächst noch ohne Patentierung, zum Unterleutnant zur See befördert; das Patent erhielt er am 19. Dezember 1885. Nach Beendigung seiner Ausbildung war Meurer vom 4. Januar bis zum 31. Mai 1886 als Kompanieoffizier bei der I. Matrosen-Artillerie-Abteilung tätig und versah anschließend Dienst als Wachoffizier auf der Kreuzerkorvette Nixe. Nach seiner Beförderung zum Leutnant zur See war er vom 23. September 1887 bis zum 9. April 1888 an Bord des Artillerieschulschiffes Mars, anschließend sechs Monate lang Wachoffizier auf dem Aviso Pommerania, bis er am 13. Oktober 1888 als Kompanieoffizier zur Schiffsjungenabteilung versetzt wurde. Daran schloss sich vom 16. April 1889 bis zum 30. September 1890 eine Verwendung als Wachoffizier auf der Kreuzerkorvette Ariadne an.
Ab Oktober 1893 diente er auf der Panzerkorvette Württemberg. Er wurde am 14. Mai 1894 zum Kapitänleutnant befördert und absolvierte von Herbst 1894 bis Frühjahr 1896 den I. und II. Coetus an der Marineakademie in Kiel. Zwischen den beiden Lehrgängen war Meurer im Sommer 1895 als Navigationsoffizier erneut auf der Württemberg. Nach dem erfolgreichen Abschluss der Akademie wurde er am 11. Mai 1896 als Navigationsoffizier auf den Großen Kreuzer Kaiser versetzt, der in Ostasien im Einsatz war und Ende 1897 an der deutschen Besitznahme der chinesischen Häfen Tsingtau und Kiautschou beteiligt war. Ende Juni 1898 ging er von Bord und trat von Manila aus mit dem Dampfer Darmstadt die Heimreise nach Deutschland an. Nach seiner Rückkehr stellte man Meurer kurzzeitig zur Verfügung der I. Marine-Inspektion. Er fungierte dann vom 1. Oktober 1898 bis zum 19. Juni 1900 als Erster Adjutant des Inspekteurs des Bildungswesens der Marine. 1900/01 diente er als Erster Offizier auf dem Linienschiff Kurfürst Friedrich Wilhelm, das zur Niederschlagung des Boxeraufstandes nach China entsandt wurde. Im März 1901 wurde er zum Korvettenkapitän befördert und als solcher am 30. September 1902 zum Kommandeur der IV. Matrosen-Artillerie-Abteilung ernannt. Zugleich hatte man Meurer mit der Wahrnehmung der Geschäfte des Kommandanten von Cuxhaven beauftragt. Am 13. Oktober 1903 folgte seine Versetzung zur Inspektion der Marineartillerie, wo er seinen Dienst als Zweiter, später Erster Adjutant versah.

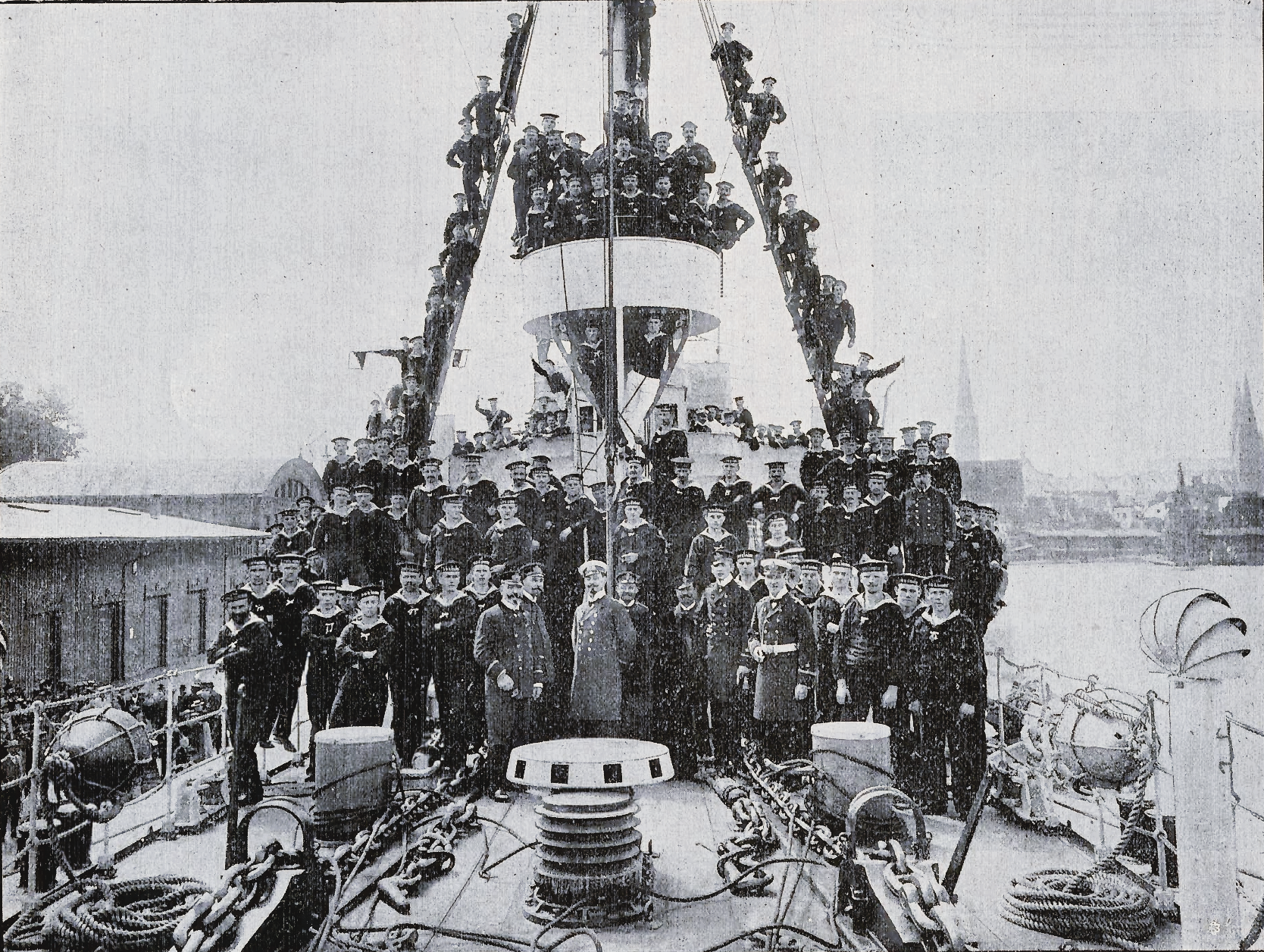
Die Lübeck in Lübeck.

Am 26. April 1905 wurde Meurer, inzwischen zum Fregattenkapitän befördert, zum Kommandanten des neu in Dienst gestellten Kleinen Kreuzers Lübeck ernannt. Die Lübeck war das erste Schiff der Kaiserlichen Marine mit Dampfturbinenantrieb. Während der Erprobungsfahrten steuerte die Lübeck im Juli auch seine Patenstadt Lübeck an. Durch die revolutionären Unruhen in Russland unterbrochen, entsandte man die Lübeck in den Finnischen Meerbusen, um den Postverkehr zur Regierung in Sankt Petersburg aufrechtzuerhalten und im Notfall der Zarenfamilie eine Zuflucht an Bord zu bieten.
Ende März 1906 gab Meurer das Kommando über die Lübeck ab und wurde Kommandant der als Schulschiff eingesetzten Kreuzerfregatte Stein. Er führte sie auf Ausbildungsreisen in die Ostsee, nach Westindien, nach Madeira und in das Mittelmeer. Im selben Jahre wurde er zum Kapitän zur See befördert. Im April 1907 gab er das Kommando über die Stein ab, die anschließend außer Dienst gestellt und aus der Liste der Kriegsschiffe gestrichen wurde.
Sodann wurde Meurer Inspekteur der Marinedepot-Inspektion in Wilhelmshaven. Am 10. April 1911 wurde er unter Verleihung des Charakters als Konteradmiral zur Disposition gestellt, aber als Offizier z. D. weiterhin verwendet. Er fungierte als Präses der Schiffsbesichtigungskommission in Hamburg, einer 1904 eingerichteten Marinebehörde zur Überwachung der Kriegsbereitschaft von Handelsschiffen, und erhielt am 16. September 1916 das Patent zu seinem Dienstgrad. Am 19. September 1918 wurde  Meurer bis auf Weiteres zur Verfügung des Chefs der Marinestation der Ostsee gestellt und nach Kriegsende, am 17. November 1918, schließlich aus dem aktiven Dienst entlassen. Am 24. November 1919 wurde ihm mit Rangdienstalter vom 17. November 1918 der Charakter als Vizeadmiral verliehen.

## Veröffentlichungen (Auswahl)
Meurer verfasste mehrere marinehistorische Werke, die teilweise mehrfach aufgelegt wurden. Dazu gehörten:
- Seekriegsgeschichte in Umrissen : Seemacht und Seekriege, vornehmlich vom 16. Jahrhundert ab. (1925, 1941, 1942, 1943)
- Die See, Schicksal der Völker. (zuletzt 1972 zusammen in 6. mit Gustav-Adolf Wolter überarbeiteter Auflage erschienen)

## Auszeichnungen

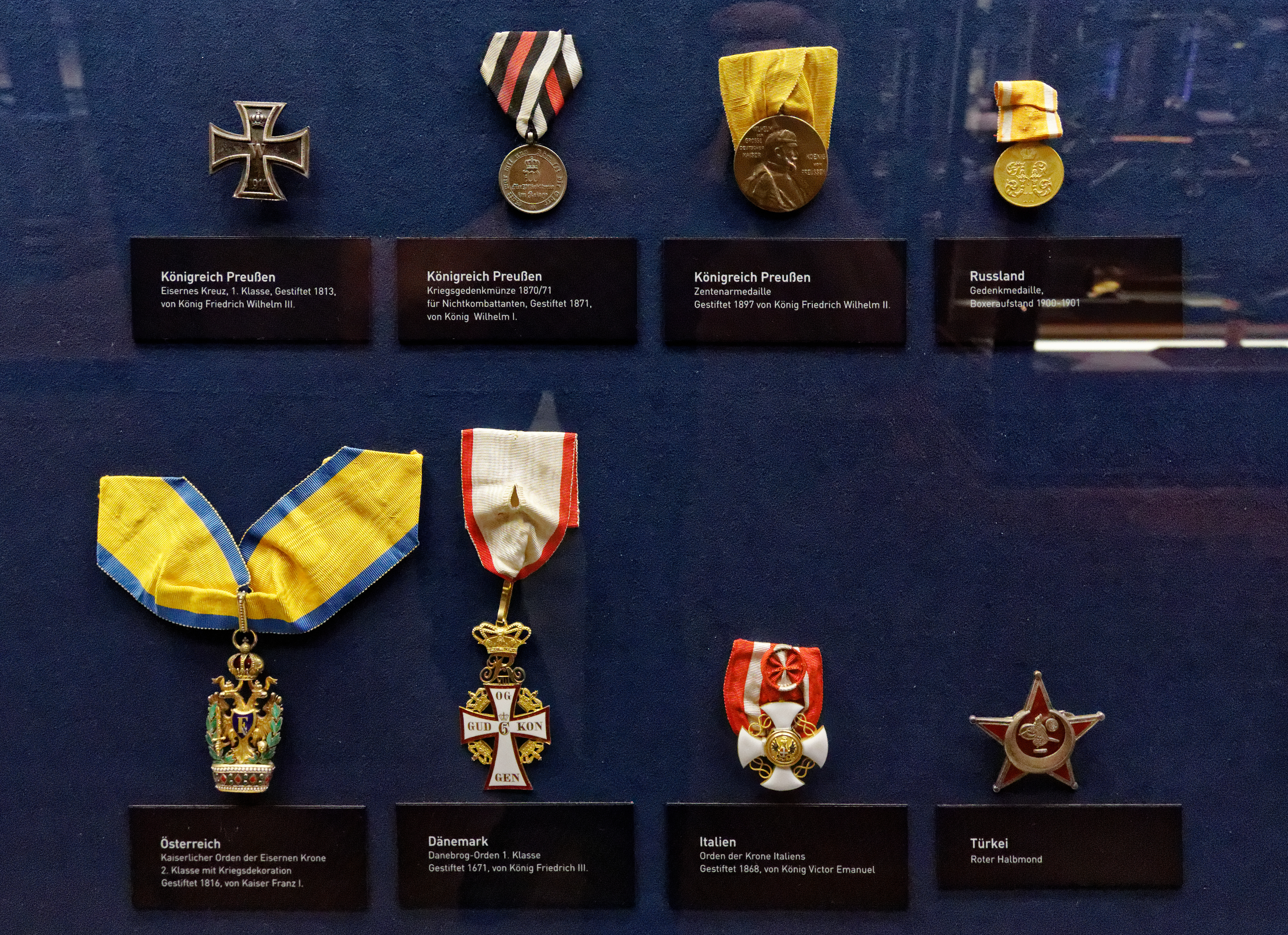
Orden Meurers im Internationalen Maritimen Museum Hamburg (IMMH)

- Roter Adlerorden II. Klasse mit Eichenlaub[5]
- Kronenorden II. Klasse[5]
- Preußisches Dienstauszeichnungskreuz[5]
- Ritterkreuz I. Klasse des Friedrichs-Ordens[5]
- Kommandeur II. Klasse des Dannebrogordens[5]
- Offizier des Ordens der Krone von Italien[5]
- Ritterkreuz I. Klasse des Sankt-Olav-Ordens[5]
- Russischer Sankt-Stanislaus-Orden II. Klasse[5]